# Jay Dee Daugherty
Jay Dee Daugherty (* 22. března 1952, Santa Barbara, Kalifornie, USA) je americký bubeník a skladatel, nejvíce známý jako člen doprovodné skupiny zpěvačky Patti Smith, se kterou hrál v letech 1975 až 1979 a od roku 1988 dodnes. Když se skupina v roce 1979 rozpadla, vystupoval Daugherty s několika různými hudebníky, jako byli Tom Verlaine, John Cale, The Roches nebo Willie Nile. V letech 1990 až 1993 byl členem skupiny The Church.